# ناحية كن
ناحية كن (بالفارسية: بخش کن) هي ناحية في مقاطعة طهران، محافظة طهران، إيران. بلغ عدد سكانها حسب تعداد عام 2006 حوالي 63,514 نسمة شكّلون 15,837 أسرة.